# 1949年オーストラリア選手権 (テニス)
1949年 オーストラリア選手権（1949ねんオーストラリアせんしゅけん、1949 Australian Championships）に関する記事。オーストラリア・アデレード市内にある「メモリアル・ドライブ・テニスクラブ」にて開催。

## 大会の流れ
- 男子シングルスは「32名」の選手による5回戦制で行われ、シード選手は8名であった。
- 女子シングルスは「30名」の選手による5回戦制で行われた。シード選手は8名で、第1・第2シードの2名に「1回戦不戦勝」（抽選表では“Bye”と表示）があった。

## シード選手

### 男子シングルス
1. ジョン・ブロムウィッチ　（準優勝）
2. ビル・シッドウェル　（ベスト4）
3. ジェフ・ブラウン　（ベスト4）
4. フランク・セッジマン　（初優勝）
5. エイドリアン・クイスト　（ベスト8）
6. コリン・ロング　（ベスト8）
7. ジョージ・ワーシントン　（ベスト8）
8. ジャック・クロフォード　（2回戦）

### 女子シングルス
1. ドリス・ハート　（初優勝）
2. ナンシー・ウィン・ボルトン　（準優勝）
3. テルマ・コイン・ロング　（ベスト4）
4. ジョイス・フィッチ　（2回戦）
5. メアリー・ベヴィス・ホートン　（ベスト8）
6. サディー・ニューカム　（ベスト8）
7. エズミ・アシュフォード　（2回戦）
8. ダルシー・ウィテカー　（ベスト8）

## 大会経過

### 男子シングルス
準々決勝
- ジョン・ブロムウィッチ vs.  コリン・ロング　6-4, 6-4, 1-6, 6-2
- ジェフ・ブラウン vs.  ジョージ・ワーシントン　6-1, 6-3, 4-6, 6-1
- フランク・セッジマン vs.  エイドリアン・クイスト　6-2, 4-6, 6-4, 6-4
- ビル・シッドウェル vs.  トム・ウォーハースト　6-3, 6-1, 4-6, 6-4

準決勝
- ジョン・ブロムウィッチ vs.  ジェフ・ブラウン　1-6, 6-3, 6-3, 6-3
- フランク・セッジマン vs.  ビル・シッドウェル　6-3, 6-3, 6-2

### 女子シングルス
準々決勝
- ドリス・ハート vs.  ダルシー・ウィテカー　3-6, 6-3, 6-2
- アリソン・ベーカー vs.  マリー・トゥーミー　6-3, 1-6, 6-3
- テルマ・コイン・ロング vs.  サディー・ニューカム　6-0, 6-3
- ナンシー・ウィン・ボルトン vs.  メアリー・ベヴィス・ホートン　6-1, 6-1

準決勝
- ドリス・ハート vs.  アリソン・ベーカー　6-3, 6-1
- ナンシー・ウィン・ボルトン vs.  テルマ・コイン・ロング　6-4, 6-2

## 決勝戦の結果
- 男子シングルス： フランク・セッジマン vs.  ジョン・ブロムウィッチ　6-3, 6-2, 6-2
- 女子シングルス： ドリス・ハート vs.  ナンシー・ウィン・ボルトン　6-3, 6-4
- 男子ダブルス： エイドリアン・クイスト＆ ジョン・ブロムウィッチ vs.  ジェフ・ブラウン＆ ビル・シッドウェル　1-6, 7-5, 6-2, 6-3
- 女子ダブルス： ナンシー・ウィン・ボルトン＆ テルマ・コイン・ロング vs.  ドリス・ハート＆ マリー・トゥーミー　6-0, 6-1
- 混合ダブルス： フランク・セッジマン＆ ドリス・ハート vs.  ジョン・ブロムウィッチ＆ ジョイス・フィッチ　6-1, 5-7, 12-10